# STV (텔레비전 채널)

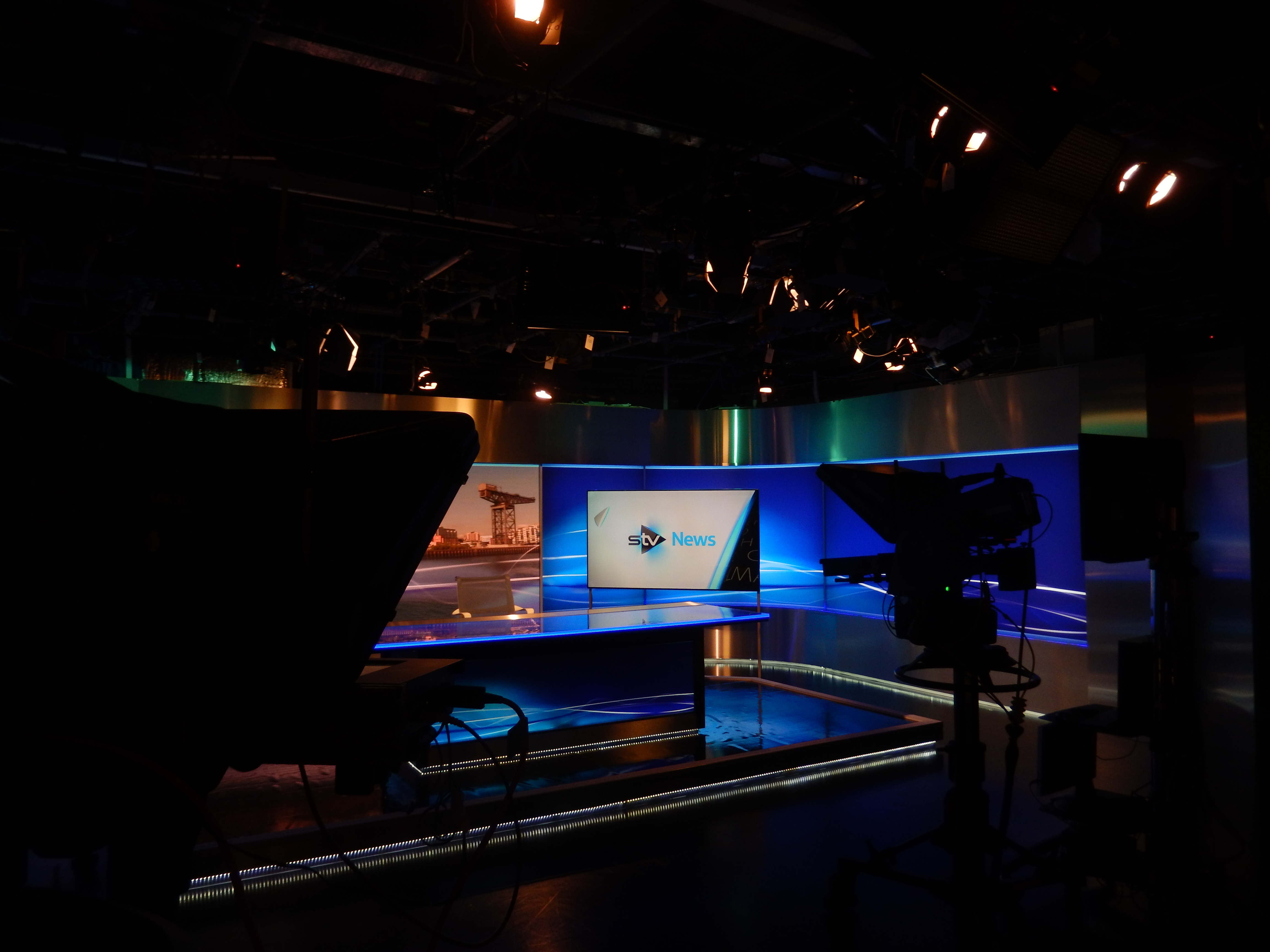

STV는 스코틀랜드의 텔레비전 채널이다. 북부와 중부 스코틀랜드에서 두 개의 ITV 면허를 운영하고 있다.

## 역사
이전의 그램피언 텔레비전(Grampian Television, 현 STV 노스)과 스코티쉬 텔레비전(Scottish Television, 현 STV 센트럴)이 2000년에 스코티쉬 미디어 그룹(SMG)으로 구성되고 2006년 5월 30일에 통합 프랜차이즈로 채택되었다. 2013년 STV는 글래스고와 에든버러의 지역 방송을 위한 면허를 받았고, 2014년 6월 2일 STV 글래스고가, 2015년 1월 12일 STV 에든버러가 각각 출범하였다. 그러다가 2016년 애버딘, 던디, 에어의 지역 방송을 위한 면허를 받아 기존에 있던 STV 글래스고와 STV 에든버러를 통합, 네트워킹해서 2017년 4월 24일 STV2로 출범, 재개국했다.

## 보조 채널
- STV HD : 2010년 4월 21일, STV plc.에서 2010년 월드컵 전에 HD 채널 출범을 발표하였고,[1] 2010년 6월 6일에 방송을 시작하였다. 프리뷰에서 채널 103번, 케이블 방송인 버진 TV에서 채널 113번에서 시청이 가능하다.[2]
- STV +1 : 2011년 4월 1일에 출범한 ITV +1 채널에 맞추어, 2011년 1월 11일에 출범한 채널.[3] 타임시프트 방송으로 프리뷰에서 채널 33번, 버진 TV에서 채널 114번에서 시청 가능하다.